# La Tour-Blanche-Cercles
La Tour-Blanche-Cercles é uma comuna francesa na região administrativa da Nova Aquitânia, no departamento da Dordonha. Estende-se por uma área de 23.18 km². Em 2010 a comuna tinha 598 habitantes (densidade: 25,8 hab./km²).
Foi criada em 1 de janeiro de 2017, a partir da fusão das antigas comunas de La Tour-Blanche (sede da comuna) e Cercles.